# Orthotrichum gymnostomum
Orthotrichum gymnostomum là một loài Rêu trong họ Orthotrichaceae. Loài này được Bruch ex Brid. mô tả khoa học đầu tiên năm 1827.